# Felix Auböck
Felix Auböck (* 19. Dezember 1996 in Bad Vöslau, Niederösterreich) ist ein ehemaliger österreichischer Schwimmer.

## Leben und Karriere
Felix Auböck begann seine sportliche Laufbahn bei der Schwimmunion Mödling und schwimmt, nach einem mehrjährigen Intermezzo in Deutschland, seit 2021 wieder für seinen Jugendverein.
Durch seine guten Leistungen bei den deutschen Meisterschaften konnte er sich für die Olympischen Spiele 2016 qualifizieren, bei welchen er in den Disziplinen 200 Meter Freistil (Rang 18), 400 Meter Freistil (Rang 25) und 1500 Meter Freistil (Rang 42) teilnahm. Beim 200-Meter-Freistilschwimmen stellte er einen neuen österreichischen Rekord von 1:47,24 Minuten (bisher 1:47,60 min) auf.
Nach den Spielen trat Auböck ein vierjähriges Vollstipendium an der University of Michigan an.
Bei den Schwimmweltmeisterschaften in Budapest 2017 nahm Auböck in den Kategorien Freistil 200 m (Rang 16), 400 m (Rang 5), 800 m (Rang 6) und 1500 m (Rang 12) teil.
Bei den Schwimmeuropameisterschaften 2018 nahm er in den Kategorien Freistil 200, 400 und 800 m teil. Über 400 m erreichte er im Finale den vierten Platz.
Im Zuge der Olympischen Spiele 2020, die 2021 stattfanden, erreichte Auböck in allen drei Disziplinen, in denen er am Start war, das Finale. Sein bestes Ergebnis erreichte er mit dem vierten Platz über 400 Meter Freistil (in der Klassifizierung der Vorläufe lag er sogar auf Platz 2), in den beiden weiteren Disziplinen (200 m Freistil und 800 m Freistil) holte er jeweils den siebenten Platz.
Bei den Kurzbahnweltmeisterschaften 2021 in Abu Dhabi wurde Auböck Weltmeister über 400 m Freistil.
Im April 2025 gab er sein Karriereende bekannt.

## Rekorde
| Österreichische Rekorde – 50-m-Bahn (4) | Österreichische Rekorde – 50-m-Bahn (4) | Österreichische Rekorde – 50-m-Bahn (4) | Österreichische Rekorde – 50-m-Bahn (4) |
| --------------------------------------- | --------------------------------------- | --------------------------------------- | --------------------------------------- |
| 200 m Freistil                          | 01:45,70 min                            | 9. April 2021                           | Stockholm                               |
| 400 m Freistil                          | 03:43,91 min                            | 24. Juli 2021                           | Tokio                                   |
| 800 m Freistil                          | 07:45,32 min                            | 12. April 2022                          | Stockholm                               |
| 1500 m Freistil                         | 14:51,88 min                            | 30. Juli 2021                           | Tokio                                   |